# Mădălina Bereș

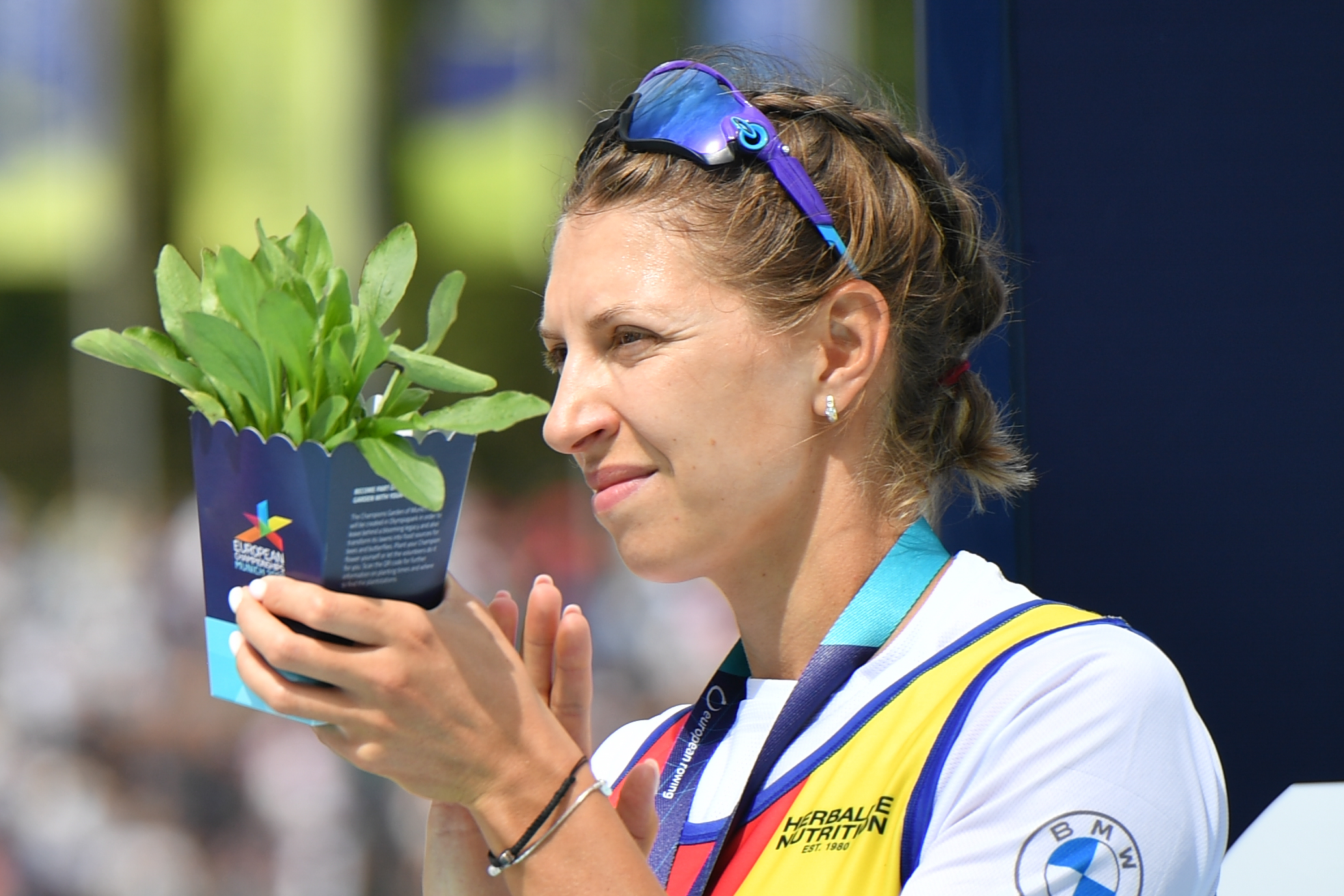
Bereș 2022 in München

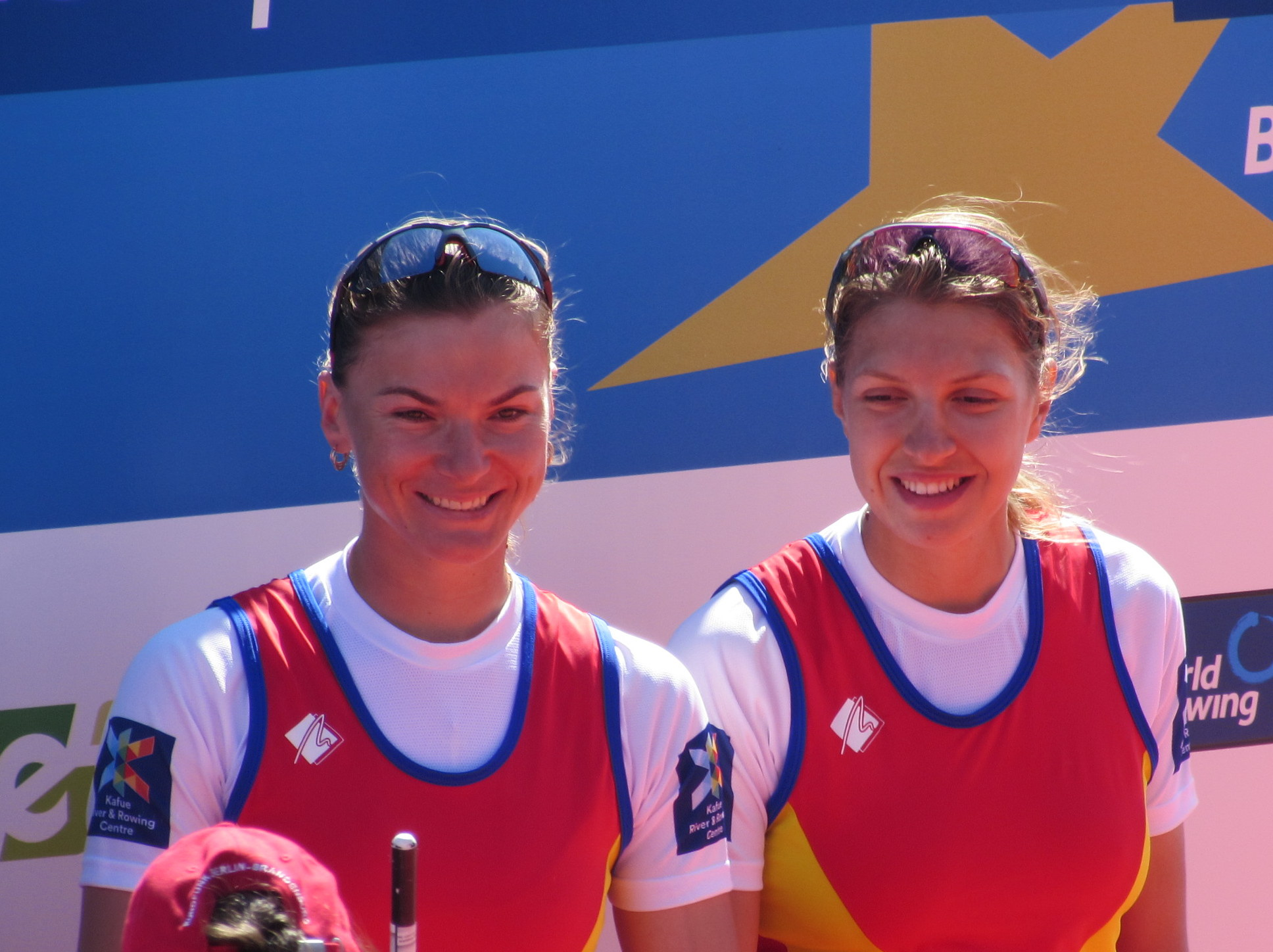
Laura Oprea und Mădălina Bereș (rechts) bei der Ruder-EM 2016

Mădălina Bereș (* 3. Juli 1993 in Pașcani, Kreis Iași) ist eine rumänische Ruderin, die 2016 Olympiadritte war.

## Sportliche Karriere
Mădălina Bereș belegte bei den Junioren-Weltmeisterschaften 2010 den vierten Platz mit dem rumänischen Achter, 2011 erreichte sie ebenfalls den vierten Platz, diesmal im Zweier ohne Steuerfrau. Ab 2012 trat sie bei den U23-Weltmeisterschaften an. Sie belegte 2012 den sechsten Platz mit dem Doppelvierer, gewann 2013 mit Mihaela Petrilă im Zweier ohne Steuerfrau und erreichte 2014 den vierten Platz in der gleichen Bootsklasse.
Bei den Europameisterschaften 2015 trat Mădălina Bereș erstmals international in der Erwachsenenklasse in Erscheinung, als sie mit dem rumänischen Achter die Bronzemedaille gewann. Bei den Weltmeisterschaften 2015 belegte der rumänische Achter als Sieger des B-Finales den siebten Platz. 2016 gewannen Laura Oprea und Mădălina Bereș die Bronzemedaille bei den Europameisterschaften. Kurz darauf gehörten beide zum rumänischen Achter, der die Olympiaqualifikationsregatta in Luzern gewann. Bei den Olympischen Spielen 2016 traten Oprea und Bereș in zwei Wettbewerben an. Mit dem Zweier ohne Steuerfrau belegten sie den neunten Platz, mit dem Achter gewannen sie die Bronzemedaille hinter dem US-Achter und den Britinnen.
Ende Mai 2017 gewannen Oprea und Bereș sowohl im Zweier als auch im Achter die Goldmedaille bei den Europameisterschaften in Račice u Štětí. Beim Weltcupfinale trat Bereș nur im Achter an und siegte in dieser Bootsklasse. Der größte Erfolg gelang dem rumänischen Achter zum Saisonabschluss 2017 bei den Weltmeisterschaften in Sarasota mit dem Titelgewinn vor den Booten aus Kanada und Neuseeland. Bei den Europameisterschaften 2018 traten Mădălina Bereș und Denisa Tîlvescu im ungesteuerten Zweier und im Achter an und gewannen in beiden Bootsklassen den Titel. In Plowdiw bei den Weltmeisterschaften 2018 startete Bereș nur im Achter und belegte den fünften Platz. Im Jahr darauf trat sie bei den Europameisterschaften in Luzern zusammen mit Ioana Vrînceanu, Viviana-Iuliana Bejinariu und Denisa Tilvescu im Vierer ohne Steuerfrau an und gewann die Silbermedaille hinter dem Boot aus den Niederlanden. Bei den Weltmeisterschaften 2019 belegte der rumänische Vierer den fünften Platz. 2020 ruderte Mădălina Bereș im rumänischen Achter und gewann den Titel bei den Europameisterschaften in Posen. Bei den Olympischen Spielen in Tokio belegte sie mit dem rumänischen Achter den sechsten Platz.
2022 bildeten Mădălina Bereș, Iuliana Buhuș, Maria-Magdalena Rusu und Amalia Bereș einen Vierer ohne Steuerfrau. Bei den Europameisterschaften in München erruderten die Rumäninnen die Bronzemedaille hinter den Britinnen und den Irinnen. Die vier Rumäninnen ruderten auch im Achter, dieser gewann in München den Titel vor den Britinnen. Einen Monat später belegte der Vierer bei den Weltmeisterschaften in Račice u Štětí den vierten Platz, der Achter gewann den Weltmeistertitel. Bei den Europameisterschaften 2023 in Bled gewann Bereș die Titel im Vierer ohne Steuerfrau und im Achter. Drei Monate später bei den Weltmeisterschaften in Belgrad siegte der rumänische Achter vor den Ruderinnen aus den Vereinigten Staaten. Der Vierer gewann Silber hinter den Niederländerinnen.